# Lliga siriana de futbol
La Lliga siriana de futbol (àrab: الدوري السوري الممتاز, ad-Dawrī as-sūrī al-mumtāz) és la màxima competició futbolística de Síria. Començà a disputar-se l'any 1966, en unificar diverses lligues locals.

## Principals estadis
| Ciutat     | Estadi                     | Capacitat |
| ---------- | -------------------------- | --------- |
| Homs       | Estadi Khalid ibn al-Walid | 32.000    |
| Latakia    | Estadi Al-Assad            | 28.000    |
| Al-Hasakah | Estadi Bassel al-Assad     | 25.000    |
| Hama       | Estadi Municipal de Hama   | 22.000    |
| Alep       | Estadi Al-Hamadaniah       | 15.000    |
| Damasc     | Estadi Al-Fayhaa           | 15.000    |
| Damasc     | Estadi Al-Jalaa            | 10.000    |

## Historial
Font:
- 1966-67:  Al-Ahly (1)
- 1967-68:  Al-Ahly (2)
- 1968-69:  Barada Damasc (1)
- 1969-70:  Barada Damasc (2)
- 1970-71: No es disputà
- 1971-72: No es disputà
- 1972-73:  Al-Jaish (1)
- 1973-74: No es disputà
- 1974-75:  Al-Karamah (1)
- 1975-76:  Al-Jaish (2)
- 1976-77:  Al-Ittihad (3)
- 1977-78: No es disputà
- 1978-79:  Al-Jaish (3)
- 1979-80:  Al-Shorta (1)
- 1980-81: No es disputà
- 1981-82:  Teshrin (1)
- 1982-83:  Al-Karamah (2)
- 1983-84:  Al-Karamah (3)
- 1984-85:  Al-Jaish (4)
- 1985-86:  Al-Jaish (5)
- 1986-87:  Jableh (1)
- 1987-88:  Jableh (2)
- 1988-89:  Jableh (3)
- 1989-90:  Al-Futowa (1)
- 1990-91:  Al-Futowa (2)
- 1991-92:  Al-Horriya (1)
- 1992-93:  Al-Ittihad (4)
- 1993-94:  Al-Horriya (2)
- 1994-95:  Al-Ittihad (5)
- 1995-96:  Al-Karamah (4)
- 1996-97:  Teshrin (2)
- 1997-98:  Al-Jaish (6)
- 1998-99:  Al-Jaish (7)
- 1999-00:  Jableh (4)
- 2000-01:  Al-Jaish (8)
- 2001-02:  Al-Jaish (9)
- 2002-03:  Al-Jaish (10)
- 2003-04:  Al-Wahda (1)
- 2004-05:  Al-Ittihad (6)
- 2005-06:  Al-Karamah (5)
- 2006-07:  Al-Karamah (6)
- 2007-08:  Al-Karamah (7)
- 2008-09:  Al-Karamah (8)
- 2009-10:  Al-Jaish (11)
- 2010-11: Suspès
- 2011-12:  Al-Shorta (2)
- 2012-13:  Al-Jaish (12)
- 2013-14:  Al-Wahda (2)
- 2014-15:  Al-Jaish (13)
- 2015-16:  Al-Jaish (14)
- 2016-17:  Al-Jaish (15)
- 2017-18:  Al-Jaish (16)
- 2018-19:  Al-Jaish (17)
- 2019-20:  Teshrin (3)
- 2020-21:  Teshrin (4)
- 2021-22:  Teshrin (5)
- 2022-23:  Al-Futowa (3)